# Elspeth Fowler
Elspeth Marinha Compton Fowler (n. 14 de agosto de 1992) es una jugadora de críquet residente en Murcia y capitana de la selección femenina de críquet de España.

## Vida
Nació en Northampton en Inglaterra, fue educada en Chesham High School de 2003 a 2010, antes de pasar a Pembroke College de Cambridge, donde consiguió B.A. en 2014, seguida de una M.A.
Desde 2020, fue nombrada directora de críquet femenino de Cricket España. En 2022, fue nombrada capitana del primer equipo de críquet femenino español que jugó en Dreux en la serie cuadrangular de críquet femenino T20I de Francia.